# Abbevillien
Abbevillien (francuski) je kultura starijega paleolitika karakteristična po načinu izradbe kresanoga kamenog oruđa udarnim ručnim klinovima, nazvana po nalazištu blizu Abbevillea u sjevernoj Francuskoj. Smatra se istovrsnom kulturi acheuléena.

## Poveznice
- Starije kameno doba